# علف شور
علف شور (نام علمی Salsola rigida)، گیاهی است از خانوادهٔ کنوپودیانه با قاعده چوبی و قوی و ساقه‌های کاملاً راست که در قاعده گسترده می‌باشد. این گیاه دارای برگ‌های باریک، ریز و فشرده‌ای است که مدت زیادی از سال را رشد نموده و در پاییز بارور می‌گردد. علف شور گیاهی است خوش‌خوراک که همیشه مورد چرای مفرط قرار می‌گیرد و بعلت نرسیدن به مرحله دانه دهی ازدیاد طبیعی آن به سختی امکان‌پذیر است.
علف شور به میزان فراوان در جنوب غربی تهران و هم چنین در شمال غربی و جنوب ایران و در استان سیستان و بلوچستان، بوشهر، هرمزگان ، خراسان وبخش هایی ازاستان مرکزی (اراک )به چشم می‌خورد، این نوع علف شور نیز مانند S.Vermiculata واقع در کویرهای سوریه و هم چنین سایر گونه‌های دائمی آن، در اراضی شور به عمل نمی‌آید. این گیاه یکی از بهترین گیاهانی است که در مناطق غیر شور ولی کم باران می‌تواند کاشته شود. انواع علف شور خود را با خاک‌های فقیر و خاک‌های جلگه‌ای دست نخورده وفق داده، در خاک‌های حاصلخیز نواحی نیمه جلگه‌ای نیز رشد می‌نماید.
گونه‌های دیگری از این گیاه که مورد تغذیه شتر قرار می‌گیرد عبارت‌اند از S.Foetida, S.Kali, S.Spionsa و S.Vermiculata. 

## منبع مورد استفاده
به نقل از مقاله گیاهان مرتعی مورد استفاده شتر تألیف دکتر احسان مقدس، از انتشارات معاونت امور دام وزارت جهاد کشاورزی، سال ۱۳۷۴ تهران